# Rödgen
Rödgen est un hameau de la commune belge de Saint-Vith (en allemand : Sankt Vith) située en Communauté germanophone et en Région wallonne dans la province de Liège.
Avant la fusion des communes de 1977, Rödgen faisait partie de la commune de Schoenberg.
Le 31 décembre 2015, le hameau comptait 41 habitants.

## Situation
Rödgen est un hameau implanté sur la rive gauche de l'Our entre les hameaux d'Atzerath et Setz (en amont de cette rivière) et Alfersteg ainsi que la frontière allemande (en aval).
Le hameau se situe à 7,5 km à l'est de la ville de Saint-Vith.
Aucun édifice religieux n'est recensé dans le hameau.